# Bartłomiej Ostromęcki
Bartłomiej Ostromęcki (Ostromiecki) herbu Pomian – poseł na sejm pacyfikacyjny 1589 roku z województwa pomorskiego, podpisał traktat bytomsko-będziński.